# Hydaticus continentalis
Hydaticus continentalis är en skalbaggsart som beskrevs av J. Balfour-browne 1944. Hydaticus continentalis ingår i släktet Hydaticus och familjen dykare. Enligt den svenska rödlistan är arten starkt hotad i Sverige. Arten förekommer i Götaland. Arten har tidigare förekommit på Gotland och Svealand men är numera lokalt utdöd. Artens livsmiljö är sjöar och vattendrag, jordbrukslandskap. Inga underarter finns listade i Catalogue of Life.

## Bildgalleri

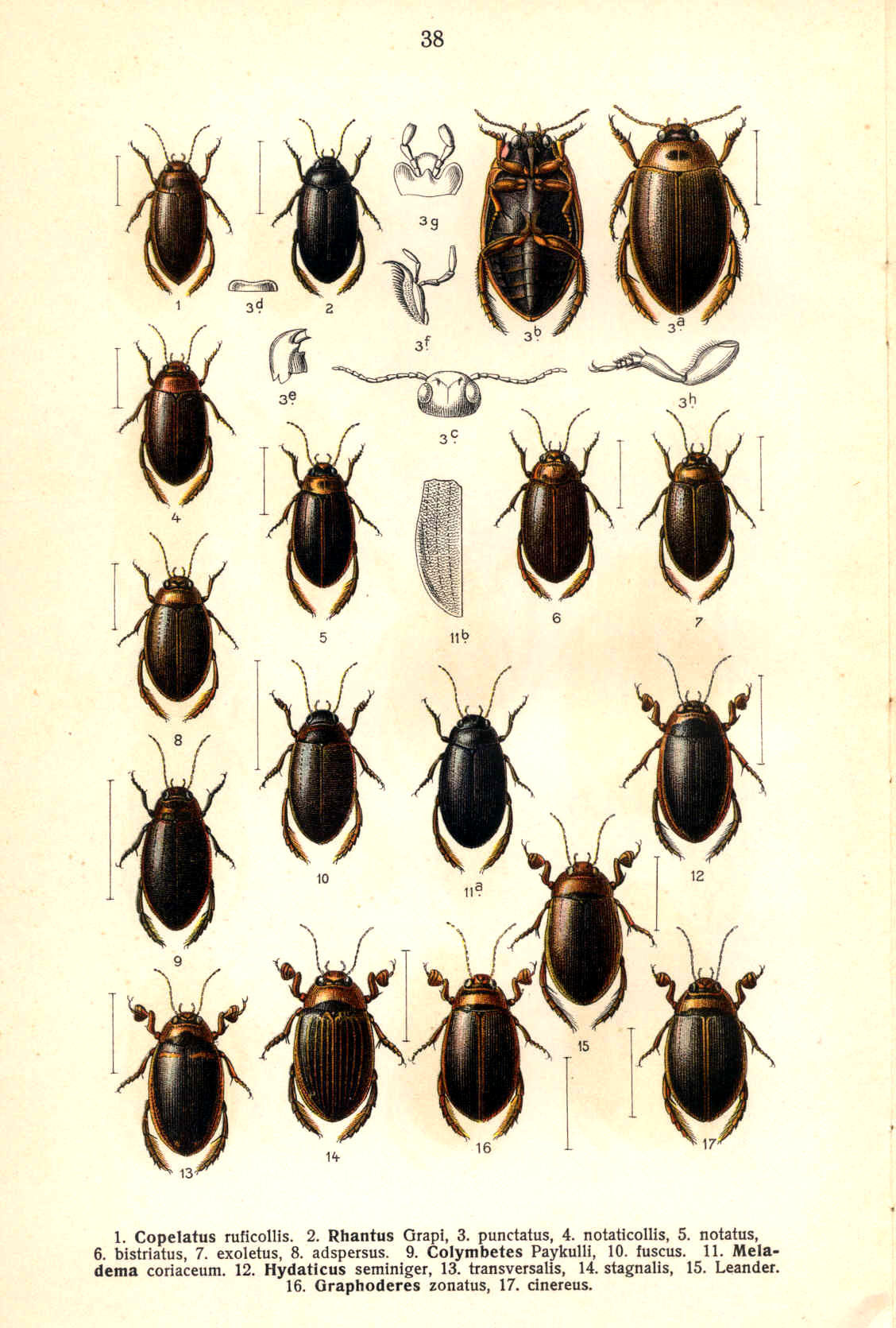
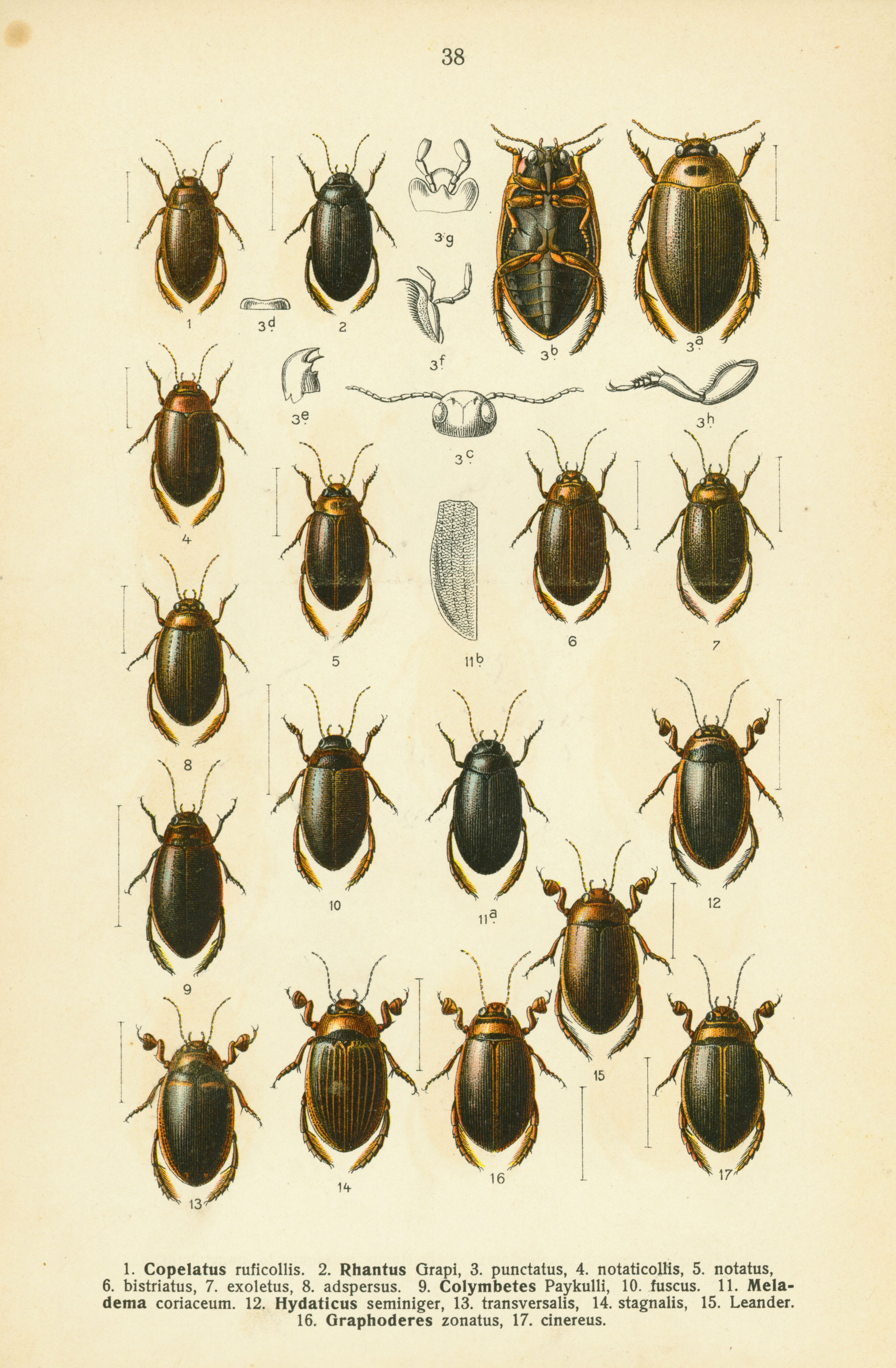